# آنا بودن و رایان فلک
آنا بودن (انگلیسی: Anna Boden) و رایان کی. فلک (انگلیسی: Ryan K. Fleck) فیلم‌ساز دونفره آمریکایی هستند. آن‌ها بیشتر برای همکاری‌هایشان در تولید فیلم‌های نیمه نیلوفر، کاپیتان مارول و داستان‌های عجیب و غریب شناخته می‌شوند.